# Софія Ядвіга Саксен-Лауенбурзька
Софія Ядвіга Саксен-Лауенбурзька (нім. Sofie Hedwig von Sachsen-Lauenburg, 24 травня 1601 — 21 березня 1660) — принцеса Саксен-Лауенбурзька з династії Асканіїв, донька герцога Саксен-Лауенбурзького Франца II та принцеси Марії Брауншвейг-Вольфенбюттельської, дружина першого герцога Шлезвіг-Гольштейн-Зондербург-Глюксбургу Філіпа.

## Біографія
Народилась 24 травня 1601 року у Лауенбурзі. Була тринадцятою дитиною та п'ятою донькою в родині герцога Саксен-Лауенбурзького Франца II та його другої дружини Марії Брауншвейг-Вольфенбюттельської. Мала старших братів Франца Юлія, Юлія Генріха, Ернста Людвіга, Йоахіма Сигізмунда, Франца Карла, Рудольфа Максиміліана та Франца Альбрехта й сестер Ядвігу Сибіллу, Юліану та Ядвігу Марію. Інші діти померли немовлятами в ранньому віці. Згодом сімейство поповнилося молодшим сином Францом Генріхом.
Батько до 1612 року правив разом зі своїм братом Моріцом, після його смерті став одноосібним правителем.

У 1616 році згорів палац Лауенбургу, тож сімейство мешкало у замках Нойгаусу та Францхаген поблизу Шулендорфа. У 18-річному віці Софія Ядвіга втратила батька. Наступним правителем став її єдинокровний брат Август. Матір більше не одружувалася.

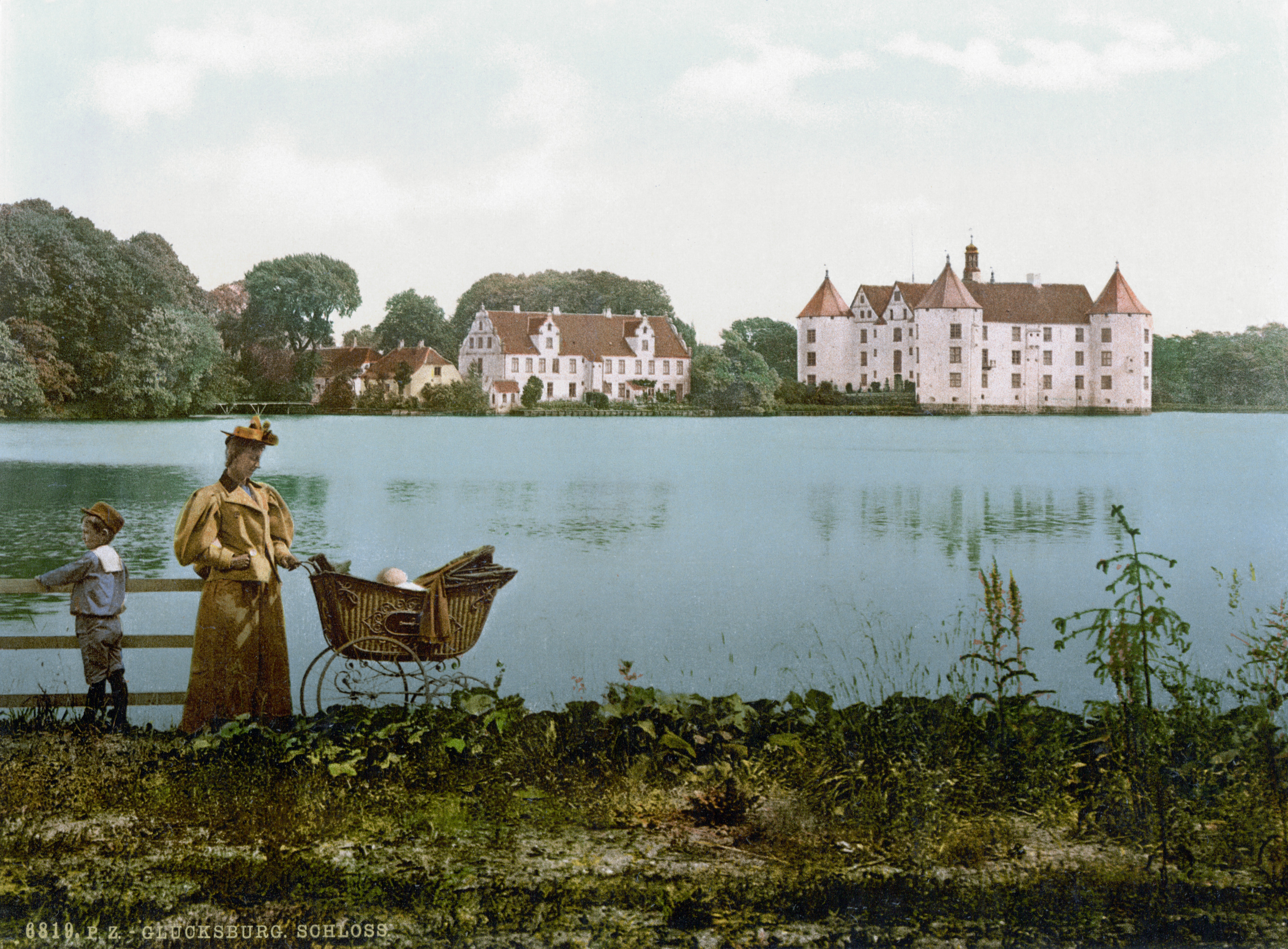
Замок Глюксбург

Напередодні свого 23-го дня народження принцеса стала дружиною 40-річного герцога Шлезвіг-Гольштейн-Зондербург-Глюксбургу Філіпа. Весілля пройшло 23 травня 1624 у Нойгаусі. У подружжя народилося чотирнадцятеро дітей
Для дружини Філіп звів маєток Софієнгоф в Нюболі. Основним місцем проживання родини був замок Глюксбург, який скоріше був аристократичною сімейною резиденцією, ніж резиденцією придворною. В середині XVII століття в замку та господарських будівлях двір в середньому нараховував 80 осіб.
Герцогиня померла 21 березня 1660 року в 58-річному віці. Чоловік пережив її на три роки. Обоє поховані у крипті замкової кірхи Глюксбурга.

## Родина
Чоловік — Філіп Шлезвіг-Гольштейн-Зондербург-Глюксбурзький
Діти:
- Йоганн (1625—1640) — прожив 15 років;
- Франц (1626—1651) — прожив 15 років;
- Крістіан (1627—1698) — герцог Шлезвіг-Гольштейн-Зондербург-Глюксбургу у 1661—1698 роках, був двічі одруженим, мав дев'ятеро дітей від обох шлюбів;
- Марія Єлизавета (1628—1664) — дружина маркграфа Бранденбург-Кульмбаху Георга Альбрехта, мала шестеро дітей;
- Карл Альбрехт (1629—1631) — прожив 2 роки;
- Софія Ядвіга (1630—1652) — дружина герцога Саксен-Цайцу Моріца, мала двох синів, що померли в ранньому віці;
- Адольф (1631—1658) — одруженим не був, дітей не мав;
- Августа (1633—1701) — дружина герцога Шлезвіг-Гольштейн-Зондербург-Августенбургу Ернста Гюнтера, мала десятеро дітей;
- Крістіана (1634—1701) — дружина герцога Саксен-Мерзебургу Крістіана I, мала десятеро дітей;
- Доротея (1636—1691) — була двічі одружена, мала семеро дітей від другого шлюбу;
- Магдалена (1639—1640) — прожила 1 рік;
- Ядвіга (1640—1671) — одружена не була, дітей не мала;
- Анна Сабіна (1641—1642) — прожила 9 місяців;
- Анна (1643—1644) — прожила 1 рік.